# Niels Högel
Pour la commune allemande, voir Högel.
Niels Högel, né le 30 décembre 1976, est un infirmier allemand et un tueur en série qui a été condamné à perpétuité pour le meurtre de 6 patients. Högel a confessé avoir tué 30 patients  mais en 2017, une enquête de police a conclu qu'il était impliqué dans la mort d'au moins 90 personnes. En novembre 2017, les procureurs allemands ont dit que le nombre de victimes était au moins 106. Au total, les autorités ont ouvert 332 enquêtes sur des meurtres présumés. 

## Biographie
Niels Högel a grandi à Wilhelmshaven, n'a eu aucun problème à l'école et jouait au football pendant son temps libre. Son père était infirmier à l'hôpital Sankt-Willehad de Wilhelmshaven, sa mère assistante juridique, sa grand-mère infirmière.
En 1997, Högel a terminé une formation professionnelle de trois ans en tant qu'infirmier à l'hôpital Sankt-Willehad de Wilhelmshaven, où il a continué à travailler.
À partir de 1999, il est employé à la clinique Oldenburg dans l'unité de soins intensifs de cardiologie. En août 2001, les médecins et les infirmières du service 211 de l'hôpital font une réunion en raison de l'augmentation importante des cas de réanimations et des décès au cours des mois précédents. Högel participe à cette discussion. La plupart des réanimations et des décès ont eu lieu alors qu'il était en service. Des années plus tard, après son arrestation, Högel a révélé à la police qu'il pensait, à ce moment-là, avoir été découvert. Il se fait porter malade pendant trois semaines après la réunion du service 211. Au cours de cette période, seulement deux patients décédent dans le service 211, soit beaucoup moins que d'habitude. 58 % des décès à l'hôpital sont survenus alors que Högel était de service. Sous la pression du médecin-chef du service de chirurgie cardiaque, Högel est alors transféré en anesthésie en 2001. Là aussi, le médecin-chef aurait rapidement eu un "sentiment désagréable", car Högel était souvent présent dans les situations de crise. En septembre 2002, Högel a été contraint de démissionner par le médecin-chef d'Oldenburg après que plusieurs des patients dont il s'occupait se soient retrouvés en danger de mort pour des raisons encore inexplicables à l'époque. Le 10 octobre 2002, il reçoit un certificat d'emploi délivré par le directeur des soins infirmiers de l'hôpital d'Oldenburg. Ce certificat certifie qu'il a travaillé "avec prudence, conscience et indépendance" et qu'il a agi "de manière réfléchie et factuellement correcte" dans des situations critiques. Son certificat fait également l'éloge de son "engagement" et de son "comportement coopératif". L'appréciation globale mentionne qu'il avait accompli les tâches qui lui avaient été confiées "à l'entière satisfaction [de ses responsables]".
En décembre 2002, il déménage à la clinique Delmenhorst. Son service coïncide à nouveau avec de fréquents cas d'urgence et de décès, principalement dus à des arythmies cardiaques et/ou à des chutes de la tension artérielle, à la suite de quoi certains de ses collègues s'éloignent de lui.
En 2004, il se marie et sa fille naît. La naissance de sa fille a connu des complications et l'enfant a été en danger de mort. Högel était présent lors de l'accouchement. Il ne pouvait rien faire et c'était "terrible", selon ses propres mots à l'expert. Pendant son temps libre, il conduit l'ambulance de garde de la DRK Ganderkesee-Bookhorn. Au tribunal, il déclare qu'il avait d'abord été très apprécié à Delmenhorst, mais ensuite l'humeur a changé et le sentiment s'est répandu que quelque chose était "étrange" à son propos.
Ses supérieurs n'ont jamais enquêté sur les faits suspects, pas même lorsque quatre ampoules vides de Gilurytmal ont été découvertes alors qu'elles n'avaient pas été prescrites par un médecin. 
Högel a travaillé comme infirmier dans des hôpitaux à Oldenbourg et Delmenhorst respectivement de 1999 à 2002 et de 2003 à 2005.

## Arrestation et condamnation
Högel a été arrêté pour la première fois en 2005 après avoir été surpris en train d'injecter des médicaments à un patient. Il a été reconnu coupable de tentative de meurtre et condamné à sept ans et demi de prison en 2008.

## Procès et confession
À la suite de la couverture médiatique du procès de Högel en 2008, une femme dont la mère était décédée dans une clinique où il travaillait est devenue suspicieuse et a déclaré à la police que sa mère aurait pu être une victime. Cela a conduit à une nouvelle enquête, au cours de laquelle Högel a admis avoir administré 90 injections non autorisées, à la suite de laquelle 30 patients sont décédés et 60 autres ont été réanimés avec succès. Il a exprimé ses regrets et nié avoir tué d'autres patients. Högel a été reconnu coupable de meurtre et de tentative de meurtre et condamné à la réclusion à perpétuité.
Les procureurs ont déclaré que Högel avait agi par ennui et par désir de montrer ses compétences en réanimation.

## Enquêtes ultérieures
Alors que l'on soupçonnait Högel d'être un tueur en série, la police a lancé une grande enquête en octobre 2014, à la suite de laquelle 200 personnes ont été identifiées. Plus de 130 corps en Allemagne, en Pologne et en Turquie ont été exhumés. Le 28 août 2017, la police a annoncé qu'elle avait conclu que Högel était responsable du décès d'au moins 90 patients, dont six pour lesquels il avait déjà été condamné. Högel a admis être à l'origine de 46 décès, mais dans la plupart des cas, il n'a pas été en mesure de se souvenir de détails spécifiques, bien qu'il n'ait pas nié la possibilité qu'il soit responsable. En novembre 2017, le nombre total de victimes attribuées à Högel a été révisé à 106, avec quelques morts suspectes toujours sous enquête. En janvier 2018, les procureurs allemands ont accusé Högel d'avoir assassiné 97 patients et annoncé leur intention de porter plainte contre d'autres membres du personnel hospitalier.